# Demografía de Seychelles

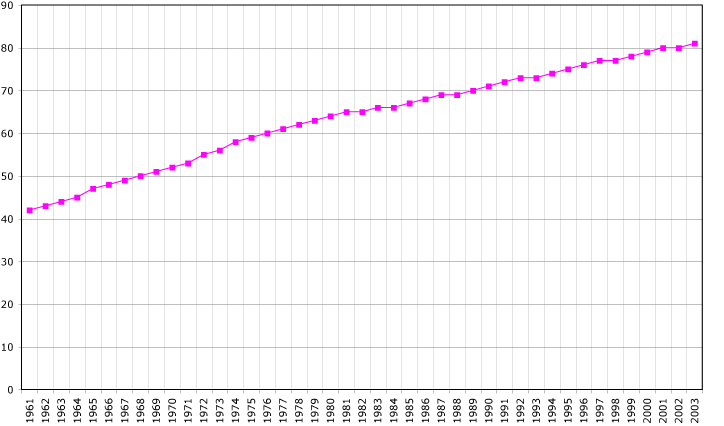
Demografía de Seychelles, 2005.

Casi el 90 % de la población de Seychelles vive en la isla Mahé. La mayoría de los otros habitantes vive en Praslin o en la isla La Digue, quedando el resto de las islas escasamente pobladas o inhabitadas.
La cultura de los seychelenses es una mezcla de las influencias francesas y africanas. La lengua criolla seychellense, que deriva del francés y diversas lenguas africanas y es lengua materna del 91,8% de la población; sin embargo, el francés y el inglés también son muy usados. Este último se usa sobre todo en comercio y gobierno.

## Estadísticas
- Población: 81.188 (2005, est.)

- Estructura de edad:
  - 0-14 años: 26,..4%(Hombres 10.839; mujeres 10.601)
  - 15-64 años: 67,4% (Hombres 26.709; mujeres 28.025)
  - 65 años y más: 6,2% (Hombres 1.622; mujeres 3.392)

- Tasa de crecimiento de la población: 0,43% (2005 est.)

- Tasa de natalidad: 16,22 nacimientos/1.000 habitantes (2005 est.)

- Tasa de mortalidad: 6,34 muertes/1.000 habitantes (2005 est.)

- Tasa de emigración: -5,54 emigrantes/1.000 habitantes (2005 est.)

- Tasa de masculinidad:
  - al nacer: 1,03 hombres/mujer
  - menos de 15 años: 1,02 hombres/mujer
  - 15-64 años: 0,95 hombres/mujer
  - 65 años y más: 0,48 hombre/mujer
  - total de la población: 0,93 hombre/mujer (2005 est.)

- Tasa de mortalidad infantil: 15,53 deaths/1.000 nacidos vivos (2005 est.)

- Esperanza de vida al nacer:
  - total de la población: 71,82 años
  - hombres: 66,41 años
  - mujeres: 77,4 años (2005 est.)

- Tasa de fertilidad: 1,75 nacimientos/mujer (2005 est.)

- Religiones: Católicos 82,3%; anglicanos 6,4%; adventistas del séptimo día 1,1%; otros cristianos 3.4%, hinduistas 2,1%; musulmanes 1,1%; otros no cristianos 1,5%; sin especificar 1,5%; ateos 0,6% (censo de 2002)

- Idiomas: criollo seychellense 91,8%; inglés 4,9% (oficial); otros 3.1%; sin especificar 0,2% (censo 2002)